# Bracia plymuccy
Bracia plymuccy (ang. Plymouth Brethren) – zgromadzenie reprezentujące ewangelikalną formę pobożności w nurcie protestantyzmu, zapoczątkowane w Imperium Brytyjskim pod koniec lat 20 XIX w.

## Doktrynalne powody powstania ruchu braterskiego
Zgodnie z doktryną braci plymuckich, pierwsi chrześcijanie gromadzili się pod natchnieniem Ducha Świętego jedynie „dla imienia” Jezusa Chrystusa. Pierwotnie praktykowali trzy rodzaje zgromadzeń: na modlitwę, na łamanie chleba i na głoszenie Słowa Bożego. Odnosząc się do opisu Nowego Testamentu, bracia plymuccy zwrócili uwagę na to, że w pierwszym okresie chrześcijaństwa nie było podziałów na odłamy i denominacje chrześcijańskie. Dlatego uznali, że jedynie Chrystus miał być centrum zgromadzeń chrześcijan, a imię Jezusa jest całkowicie wystarczające do motywów zgromadzeń (odpowiednik nabożeństwa w innych społecznościach chrześcijańskich). Bracia plymuccy gromadzą się bez służby kleru. Zgodnie z ich doktryną jest to realizacja wskazań Ewangelii Mateusza 18,20: Gdzie są dwaj lub trzej zgromadzeni razem do imienia mego, tam Jestem pośrodku ich. Bracia plymuccy interpretują ten fragment dosłownie i wierzą w osobistą obecność Chrystusa na takich zgromadzeniach.

## Zamknięta społeczność – powód kontrowersji
Bracia plymuccy w swoim separatystycznym podejściu do tego, co nazywają moralnym, doktrynalnym i sekciarskim złem (istotne jest  wymienienie tych trzech elementów), powołują się na zalecenie zawarte w 2. Liście do Tymoteusza 2,19-22: Niech odstąpi od nieprawości każdy, kto wzywa imienia Pańskiego. Zgromadzenia członków Ciała Chrystusowego odbywać mają się w prostocie i składają się z łamania chleba, modlitwy, rozważania Słowa Bożego i głoszenia Ewangelii. Tendencje separatystyczne tej społeczności dzielą braci plymuckich na wiele indywidualnych grup, nieuznających się wzajemnie. Główny podział w ramach ruchu dotyczy: liczniejszych braci otwartych, (wśród których jest wiele odcieni zamknięcia i których przedstawicielem są w Polsce członkowie Kościoła Wolnych Chrześcijan) oraz znacznie mniej licznych braci zamkniętych (wśród których jest wiele odcieni zamknięcia i których przedstawicielami są w Polsce członkowie Stowarzyszenia Zborów Chrześcijan). Co do nazw, bracia plymuccy preferują proste tytuły: „chrześcijanie”, „święci”, „bracia” itp. Każdy z tych tytułów odnosi się do wszystkich chrześcijan jako dzieci bożych. Unikają nazw denominacyjnych, ponieważ uważają je za barierę w praktycznej jedności wszystkich chrześcijan. W zdecydowanej większości przeciwni są jednak ruchowi ekumenicznemu – definiowanemu w tym wypadku jako bezpośrednie dążenie do jednoczenia się wyznań chrześcijańskich – uznając, że bardziej skuteczne jest osobiste posłuszeństwo Biblii, a wtedy skutkiem będzie praktyczna jedność z wszystkimi, którzy są „prawdziwymi chrześcijanami”. Zazwyczaj rozpowszechniony jest wśród braci plymuckich pogląd, że każdy wierzący w Jezusa Chrystusa jest członkiem Ciała Chrystusa i jako taki ma swoje miejsce przy Stole Pańskim, aby łamać chleb, jeśli jego życie jest wolne od rzeczy, które publicznie znieważają Boga. Także z tego powodu ich zamierzeniem jest nie przyjmować żadnych denominacyjnych nazw, które mogłyby wyłączać jakiegokolwiek członka Ciała Chrystusa.

## Zasady przynależności – członkostwa
Jak w każdym wyznaniu protestanckim, również w przypadku braci plymuckich funkcjonuje hasło: Bóg nie ma wnuków. Wynika ono z przekonania, że do chrześcijaństwa należą wyłącznie osoby narodzone na nowo, a do społeczności dopiero osoby ochrzczone w wieku dojrzałym, zdolne do podejmowania samodzielnych decyzji (najczęściej wymagany jest do decyzji o chrzcie wiek odpowiadający pełnoletniości), a po drugie to, co nazywane jest „dobrym świadectwem”. Zasady te są bardziej rygorystyczne wśród braci zamkniętych, niż wśród braci otwartych.
Do członków społeczności nie zalicza się osób, które mają z innymi członkami społeczności związek tylko biologiczny. Podobnie nie zalicza się osób jedynie ochrzczonych (chrzest w ich przekonaniu jest wyrazem wiary w osobę i dzieło Jezusa Chrystusa, nie wiąże się automatycznie z członkostwem w zborze i w społeczności, co odróżnia zwłaszcza braci zamkniętych od innych społeczności w chrześcijaństwie ewangelicznym). Stosowana jest także dyscyplina zborowa, której skutkiem czasami jest wykluczenie ze społeczności osób, które trwają w świadomym grzechu i nie rokują nadziei na poprawę. Uważa się często, że osoby takie nigdy nie były rzeczywiście odrodzone, a ich formalna przynależność wynikała z innych pobudek, niż chęć uczestnictwa w służbie chrześcijańskiego zboru.

## Porządek na zgromadzeniach
Najradykalniejsi z braci plymuckich wyznają, że Duch Święty ma mieć wolność, aby usługiwać pomiędzy zgromadzonymi i prowadzić nauczanie i uwielbienie. Dlatego odrzucają wszelkie formy zła doktrynalnego lub moralnego.
W wielu krajach świata, także w niektórych zborach w Polsce, powszechną praktyką jest, że kobiety nakrywają głowy podczas każdej modlitwy zgodnie z dosłowną interpretacją 1. Listu do Koryntian 11,10 i nie nauczają, ani też nie głoszą w zgromadzeniu na podstawie dosłownego rozumienia 1 listu Koryntian 14,34.
Wierzący zazwyczaj gromadzą się w niedzielę rano, w skromnym miejscu spotkań (najczęściej jeden z pokoi w domu jednego z członków). Są zgromadzeni dookoła stołu, na którym jest chleb i wino. Nie mają wcześniej ustalonego programu tego spotkania i najczęściej jest to celowy zabieg. Nie wiadomo też, który z uczestników będzie rozdzielał chleb i wino. Może to zrobić każdy mężczyzna (brat) mający dobre świadectwo w zgromadzeniu, najczęściej w zborach braci plymuckich nie ma przedstawiciela formalnego kleru, starszego urzędem, czy kogoś w roli odpowiedzialnego (w niektórych zborach braci otwartych przedstawiciele formalni są). Kazanie (głoszenie Słowa) odbywa się niezależnie od łamania chleba i najczęściej po nim. Któryś z braci może je wygłosić (usłużyć Słowem) po Wieczerzy Pańskiej.
Mimo mylących nazw obydwu nurtów (bracia otwarci i bracia zamknięci), przyjmując do Stołu Pańskiego nie stosuje się zasady społeczności „otwartej” ani „zamkniętej”, ale „uważnej”. Przedstawiciele obu nurtów twierdzą, że przy tych decyzjach pamiętają o odpowiedzialności wobec Chrystusa, którego śmierć wspominają i kierują się Jego świętością. Określenia te wzięły się z subiektywnej oceny jednych przez drugich i stały się podstawą rozłamu na dwa nurty.
Bracia plymuccy wierzą, że posiadają i praktykują duchowe przewodnictwo Ducha Świętego. Wierząc, że Duch Boży rozdziela każdemu poszczególnie jak chce (1. List do Koryntian 12,11), każdy brat bez żadnego nakazu może podać hymn, który ma być śpiewany, zainicjować modlitwę, przeczytać fragment z Biblii oraz złożyć dziękczynienie za chleb i wino w czasie uczestnictwa w Wieczerzy.

## Kwestia finansów
W czasie spotkań ofiary pieniężne są przyjmowane tylko od tych, którzy wierzą w Chrystusa. W większości przypadków tylko od tych spośród chrześcijan, którzy są w praktycznej, społecznej łączności ze zborem. Pieniędzy nie przyjmuje się od sympatyków niebędących członkami społeczności. Dzieje się tak dlatego, że bracia plymuccy uważają, że ofiara pochwalna i ofiara z dóbr posiadanych przez chrześcijan są ze sobą związane (List do Hebrajczyków 13,15-16). Najczęściej jest jedna zbiórka na rzecz zboru, dzieło Pańskie i na potrzebujących. Ma ona miejsce w czasie zgromadzenia (nabożeństwa) w niedzielę (jest to pierwszy dzień tygodnia według 1. Listu do Koryntian 16,2).

## Kwestia edukacji biblijnej
Nauczanie dzieci jest zwykle zwane „szkółką niedzielną”. „Klasy biblijne” są prowadzone dla różnych grup wiekowych. Niekiedy w ciągu tygodnia mają miejsce dodatkowe spotkania. Takie zgromadzenia są zwykle poświęcone modlitwie i studiowaniu Biblii. Każdy mężczyzna (brat) ma swobodę aktywnego uczestnictwa i nauczania na tych spotkaniach. Okresowo, w zależności od potrzeb odbywają się specjalne spotkania dla kobiet oraz spotkania dla młodzieży.

## Elementarne zasady wiary
Wierzą, że Biblia jest słowem Bożym i dlatego jest ona jedyną miarą wiary i moralności. Z wielką ostrożnością strzegą prawdy odnoszącej się do godnej wszelkiej chwały Osoby Pana Jezusa Chrystusa, wierząc, że On Jest Bogiem Synem, jedną z Osób Trójjedynego Boga. Według tego, w co wierzą, Jezus Jest Bogiem objawionym w ciele. Przykładają wielką wagę do krwi Chrystusa, którą przelał na krzyżu, na Golgocie, wierząc, że to jest podstawa dla wszystkich błogosławieństw. Wyczekują ponownego przyjścia Pana Jezusa. Najbardziej rozpowszechniony wśród nich pogląd mówi, że Jezus Chrystus najpierw przyjdzie po nich i zabierze ich do siebie. Nazywają to zdarzenie „pochwyceniem”, podczas którego Jezus zabierze ze świata wszystkich prawdziwych wierzących, chroniąc ich przed Wielkim uciskiem. Później Jezus wróci osobiście po to, aby królować na świecie jako Król królów i Pan panów.
W większości uznają również, że na podstawie nauki Biblii, że „Jest jedno Ciało” (List do Efezjan 4,4), zgromadzenie wierzących w jakimś miejscu nie jest niezależne od zgromadzeń w innych miejscach. W związku z tym praktykują używanie „listów polecających” przy przyjmowaniu odwiedzających (2. List Koryntian 3,1, Dzieje Apostolskie 15,23).

## Historia i opis ruchu według braci plymuckich
„Na skutek działalności Ducha Bożego w ciągu ostatnich 150 lat powstały w różnych częściach świata grupy Chrześcijan, które zbierają się wyłącznie do imienia Pana Jezusa Chrystusa jako swego jedynego Boskiego centrum (Mat. 18:20). Dążyli oni do tego, aby powrócić do nowotestamentowych ideałów i praktyk. Wierząc, że 'Kościół Boga Żywego' ukształtowany przez Ducha Świętego, składa się z wszystkich wierzących w Chrystusa, narodzonych na nowo i posiadających Jego Ducha, którzy tworzą 'jedno Ciało', zgromadzają się oni po prostu jako członki tego 'jednego Ciała' (List do Rzymian 12,5; 1. List do Koryntian 12,12-13; List do Efezjan 4,4). Posiadany Duch Boży sprawuje prawowite kierownictwo i przewodzi zgromadzeniu, a Biblia, Boża natchniona Księga – jest jedynym autorytetem. Biblia objawia, że wszyscy prawdziwi chrześcijanie są królewskim kapłaństwem i narodem świętym, a więc Duch Święty ma swobodę, aby użyć kogokolwiek jako Swoich ust, czy to w modlitwie, czy w uwielbieniu (1. List Piotra 2,5.9; 1. List do Koryntian 12,11). Ci wierzący uznają Chrystusa jako Głowę Kościoła, jako Tego, który swoje zgromadzenie obdarzył darami, takimi jak prorocy, ewangeliści, pasterze, nauczyciele i że każdemu dana została łaska według miary daru Chrystusowego (List do Efezjan 4,7-12). A zatem zbory te nie mają jakiejś jednej szczególnej osoby ku usługiwaniu, ani kogokolwiek powołanego przez ludzi ku temu, ale sprawowana jest usługa tymi darami, które Chrystus dał Kościołowi. Te grupy wierzących nie posiadają żadnej organizacji kościelnej, zwierzchności, urzędujących biskupów, ustanawianych starszych, ani kleru. Mimo to jednak nie ma niezależności. Współdziałają razem 'zachowując jedność Ducha w spójni pokoju' (List do Efezjan 4,3). Wierzą oni, że każdy zbór jest miejscowym przedstawicielem całego Kościoła i uznają jego działanie w Imieniu Pańskim i według Słowa Bożego jako autorytatywne na każdym miejscu (Ewangelia Mateusza 18,18)”.
Na ziemiach polskich bracia plymuccy byli skupieni głownie w powstałym w 1912 r. Zrzeszeniu Zwolenników Nauki Pierwotnych Chrześcijan, w zorganizowanym w 1947 r. Związku Wolnych Chrześcijan, w istniejącym w latach 1947–1987 Zjednoczonym Kościele Ewangelicznym oraz w zarejestrowanym w 1981 r. Kościele Wolnych Chrześcijan w RP.

## Słynni działacze religijni i naukowi ruchu
- Victor Danielsen – farerski misjonarz na Wyspach Owczych, osiadł w Fuglafjørður;
- John Nelson Darby[5] – kaznodzieja i ojciec współczesnej doktryny o pochwyceniu wierzących (zbawionych) chrześcijan;
- James George Deck[6] – ewangelista i misjonarz w Nowej Zelandii;
- Anthony Norris Groves[7] – misjonarz w Bagdadzie i Indiach;
- Harry Ironside[8] – biblijny nauczyciel, kaznodzieja i autor;
- William Kelly – członek ruchu braci plymuckich w XIX wieku, autor biblijnych komentarzy i artykułów omawiających Biblię;
- Charles Henry Mackintosh[9] – członek ruchu braci plymuckich w XIX wieku, autor biblijnych komentarzy i artykułów omawiających Biblię;
- George Müller[10] – założyciel sieci sierocińców w Bristolu i nauczyciel biblijny w Bethesda Chapel, Bristol;
- Luis Palau[11] – argentyńsko-amerykański ewangelista;
- John Parnell, 2nd Baron Congleton – misjonarz na Bliskim Wschodzie;
- William Gibson Sloan – szkocki misjonarz na Wyspach Owczych;
- Samuel Prideaux Tregelles – biblista, krytyk tekstu NT;
- Dave Hunt – apologeta i pisarz.